# 内臓真菌症
内臓真菌症（ないぞうしんきんしょう、英: visceral mycosis）は、Saprolegnia diclinaの感染を原因とするサケ科魚類稚魚の感染症。腹部、胃部の膨満が認められ、死亡率は10-20%程度である。マラカイトグリーンは発生防除に有効である。